# سانست یلو اف‌سی‌اف

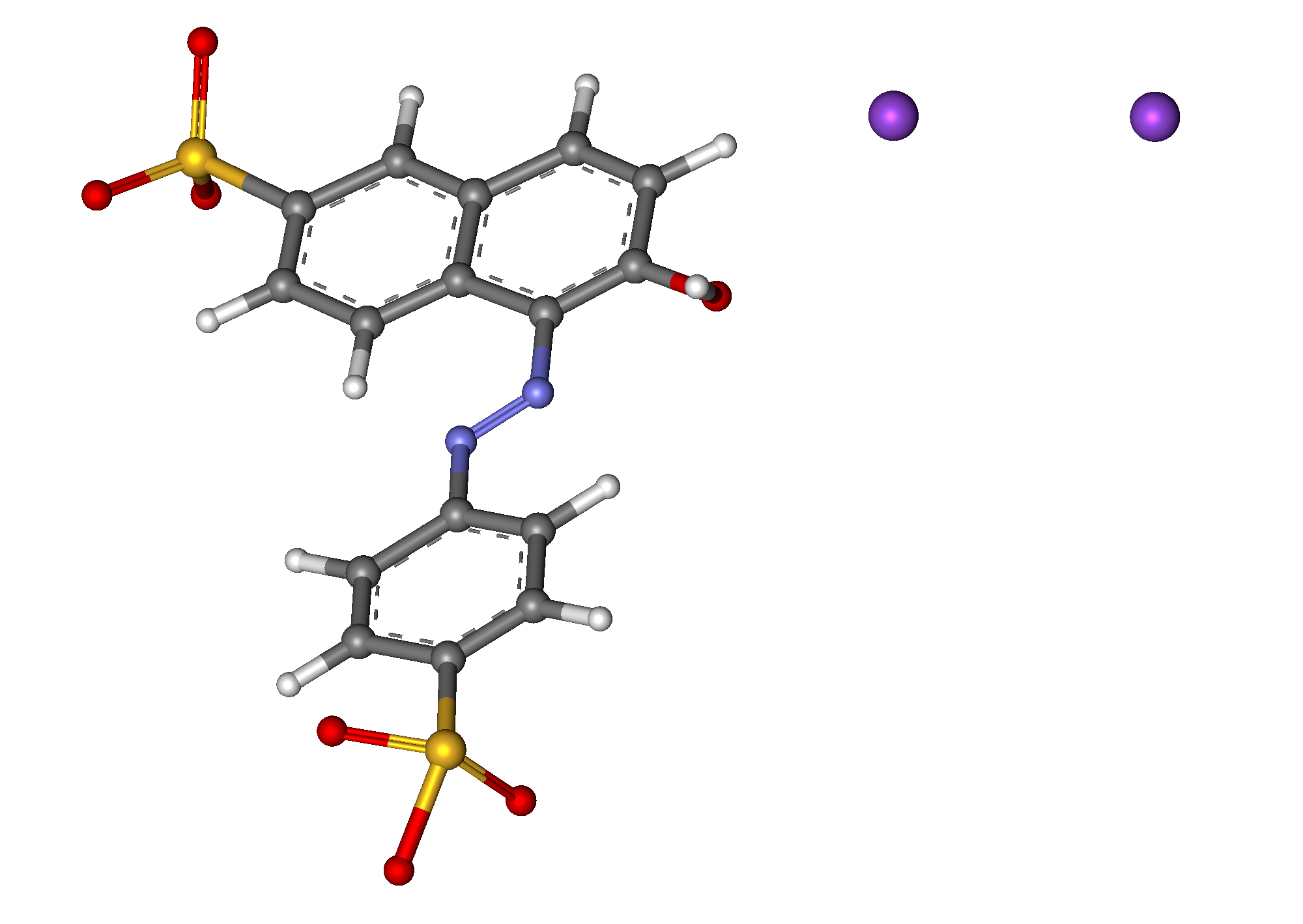
سانست یلو اف‌سی‌اف

سانست یلو اف‌سی‌اف (به انگلیسی: Sunset Yellow FCF) یک ترکیب شیمیایی با شناسه پاب‌کم ۶۰۹۳۲۳۲ است.